# Leopoldo Eleuteri
Leopoldo Eleuteri (Castel Ritaldi, 27 dicembre 1894 – Furbara, 19 gennaio 1926) è stato un militare e aviatore italiano, pluridecorato Asso dell'aviazione da caccia italiana, è accreditato di 7 abbattimenti durante la prima guerra mondiale.

## Biografia
Nacque a Castel Ritaldi (Perugia) il 27 dicembre 1894, dove frequentò la Scuola tecnica fino al 1915, quando venne arruolato nel Regio Esercito. Assegnato inizialmente a una fabbrica di munizioni, fu successivamente trasferito presso il 3º Reggimento di fanteria. Appassionato di meccanica presentò domanda di entrare nel Servizio Aeronautico. Il 18 ottobre 1916 ottenne il brevetto di pilota presso la scuola di volo Gabardini di Cameri. Il 4 dicembre conseguì l'abilitazione al pilotaggio di velivoli Caudron G.3.
La prima assegnazione fu presso la 73ª Squadriglia di stanza a Verona, equipaggiata con i biposto SAML S.1, che doveva difendere la città da possibili attacchi aerei austriaci. Il 26 marzo 1917 conseguì il brevetto di pilota militare, ed effettuò il suo primo volo operativo il 1 aprile, sostenendo il suo primo combattimento il giorno 24 con il mitragliere soldato Michele Gresino con un aereo sul Pasubio e dopo averlo colpito lo vede picchiare. Il 20 settembre l’unità, sempre dotata di velivoli SAML, venne ridesignata 121ª Squadriglia. 
Dopo la disfatta di Caporetto, il 18 settembre sostenne un duro combattimento nel cielo di Asiago contro tre caccia nemici della Flik 55J Kaiserstaffel che colpirono ripetutamente il suo aereo. 
Comandò successivamente una Sezione SAML, trasferita a novembre alla 71ª Squadriglia caccia.
Alla fine dell'anno venne allontanato dal fronte ed inviato presso il campo d'aviazione della Malpensa per l'addestramento al pilotaggio dei velivoli da caccia, ritornando in linea il 22 febbraio 1918, assegnato alla 70ª Squadriglia Caccia dislocata sul Campo di aviazione di San Pietro in Gu. Il 17 aprile ottenne le sue prime due vittorie aeree in collaborazione con i piloti Bocchese, Resch, e Avet. nonostante il grande impegno profuso durante le missioni per il contrasto all'offensiva austro-ungarica del mese di giugno, ritornò alla vittoria solo il 15 luglio conseguendo una doppietta in collaborazione con Avet ed il sergente Bocchese. Abbattuto un altro biposto il giorno 19, effettuò la transizione sul nuovo caccia Ansaldo A.1 Balilla, che in quel periodo incominciava ad essere distribuito in pochi esemplari ai reparti operativi. Volando a bordo del nuovo aereo conseguì una nuova vittoria l'8 ottobre nei pressi di Oderzo, ottenendo l'ultima il giorno 28 quando costrinse un caccia nemico Aviatik D.I ad atterrare sul campo d'aviazione di Arcade.
Al termine della guerra aveva compiuto 151 missioni, di cui 26 di combattimento, conseguendo 8 vittorie aeree. Risultava insignito di due Medaglie d'argento, una di Medaglie di bronzo al valor militare e della Croce al merito di guerra.
Nel dicembre 1918 fu trasferito alla 90ª Squadriglia Ansaldo S.V.A. a Busiago di Campo San Martino.
Nel primo dopoguerra si laureò in ingegneria presso il Politecnico di Milano, laureandosi nel 1922. L'anno successivo entrò nella neocostituita Regia Aeronautica come ufficiale del reparto ingegneristico, facendosi subito apprezzare per le non comuni qualità professionali e tecniche. Il 31 ottobre fu promosso al grado di capitano del Genio Aeronautico. Divenuto Comandante della Squadriglia Sperimentale Armamento di Furbara (Roma), compì proprio su quell'aeroporto il suo ultimo volo in data 19 gennaio 1926. Decollato a bordo di un caccia Ansaldo AC.2 per una missione di combattimento simulato contro un caccia Hanriot HD.1 pilotato del sergente Corrado Augias, alla terza simulazione i due velivoli entrarono improvvisamente in collisione. Entrambi gli aerei persero un'ala e precipitarono a terra da circa mille metri di altezza, causando la morte di entrambi i piloti. In sua memoria gli venne intitolata la Scuola caccia di Castiglione del Lago.
Oggi portano il suo nome l'aeroporto di Castiglione del Lago e l'aeroclub dell'aeroporto Sant' Egidio di Perugia. In sua memoria sono stati eretti tre monumenti, una a Castel Ritaldi, che gli ha intitolato anche una via, uno sull'aeroporto civile di via Salaria a Roma ed uno su quello di Furbara.

### Annotazioni
1. ↑  Presso la 73ª Squadriglia strinse una grande amicizia con il futuro asso Flaminio Avet.
2. ↑  Pilotati da Julius Arigi, Josef Kiss e Mayer.
3. ↑  L'osservatore tenente Edoardo Velo ebbe la scarpa trapassata da un colpo di mitragliatrice.
4. ↑  Si trattava di un caccia Albatros D.III della Flik 42J abbattuto presso Vidor, e di un biposto Hansa-Brandenburg C.I della Flik 52/D abbattuti presso Valdobbiadene.
5. ↑  Si trattava di un caccia Aviatik D.I della Flik 74J abbattuto presso Vidor, e di un biposto sconosciuto abbattuto presso Sernaglia.
6. ↑  Il velivolo risultava appartenente alla Flik 70/J.
7. ↑  Tali vittorie gli furono ufficialmente assegnate dalla Commissione Bongiovanni, incaricata nel primo dopoguerra di riesaminare le vittorie rivendicate dagli aviatori italiani nel corso della guerra.

### Fonti
1. 1 2 3 4 5 6 7 8  Varriale 2009, p. 36.
2. ↑  http://www.theaerodrome.com/aces/italy/eleuteri.php.
3. 1 2 3 4  Franks, Guest, Alegy 1997, p. 139.
4. 1 2 3 4  Guttman 2001, p. 68.
5. ↑  I Reparti dell'aviazione italiana nella Grande Guerra, AM Ufficio Storico - Roberto Gentili e Paolo Varriale, 1999 pag. 241
6. 1 2 3 4 5 6 7  Varriale 2009, p. 37.